# St. Willibald (Oberhaunstadt)

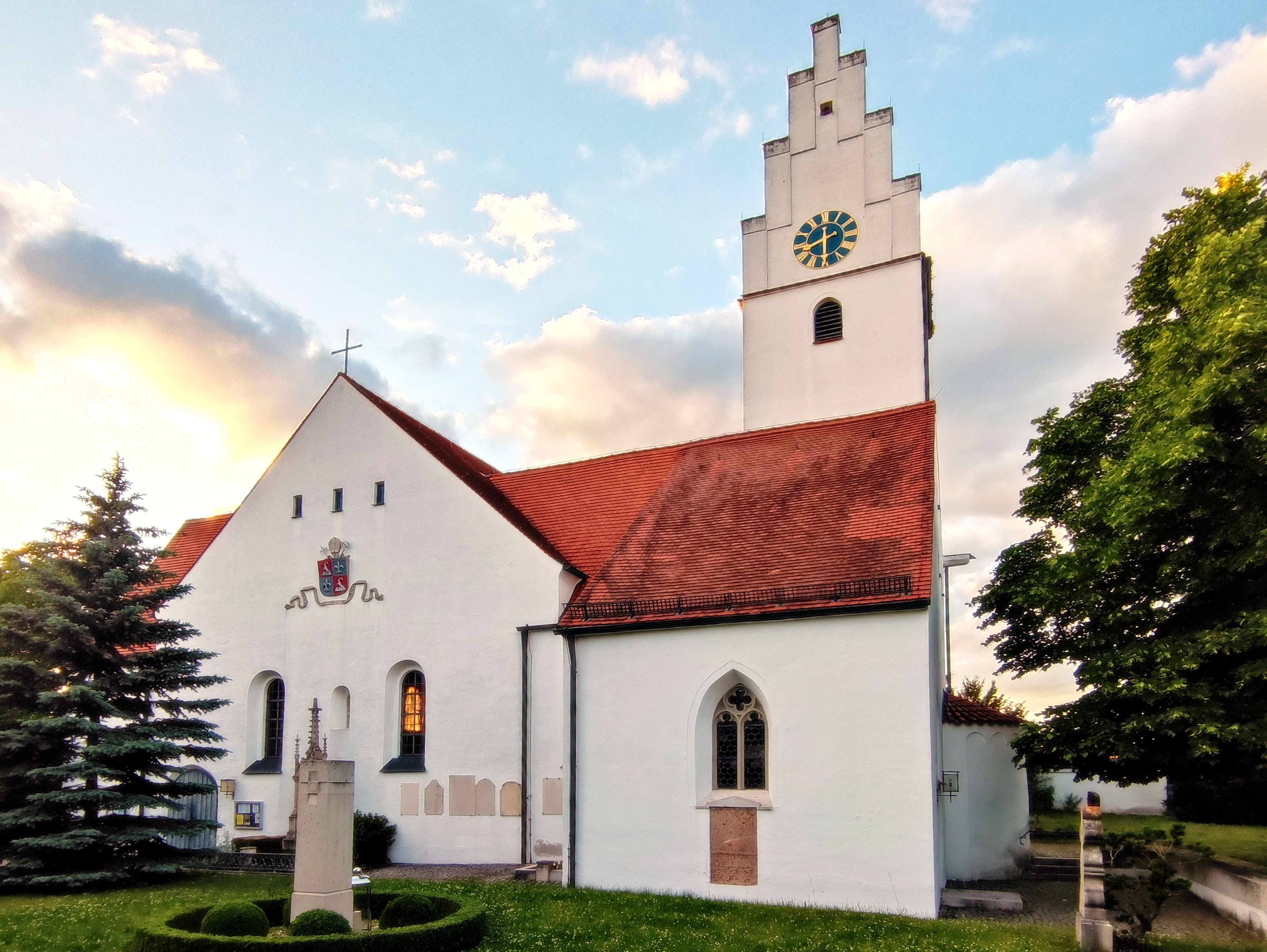
St. Willibald in Oberhaunstadt

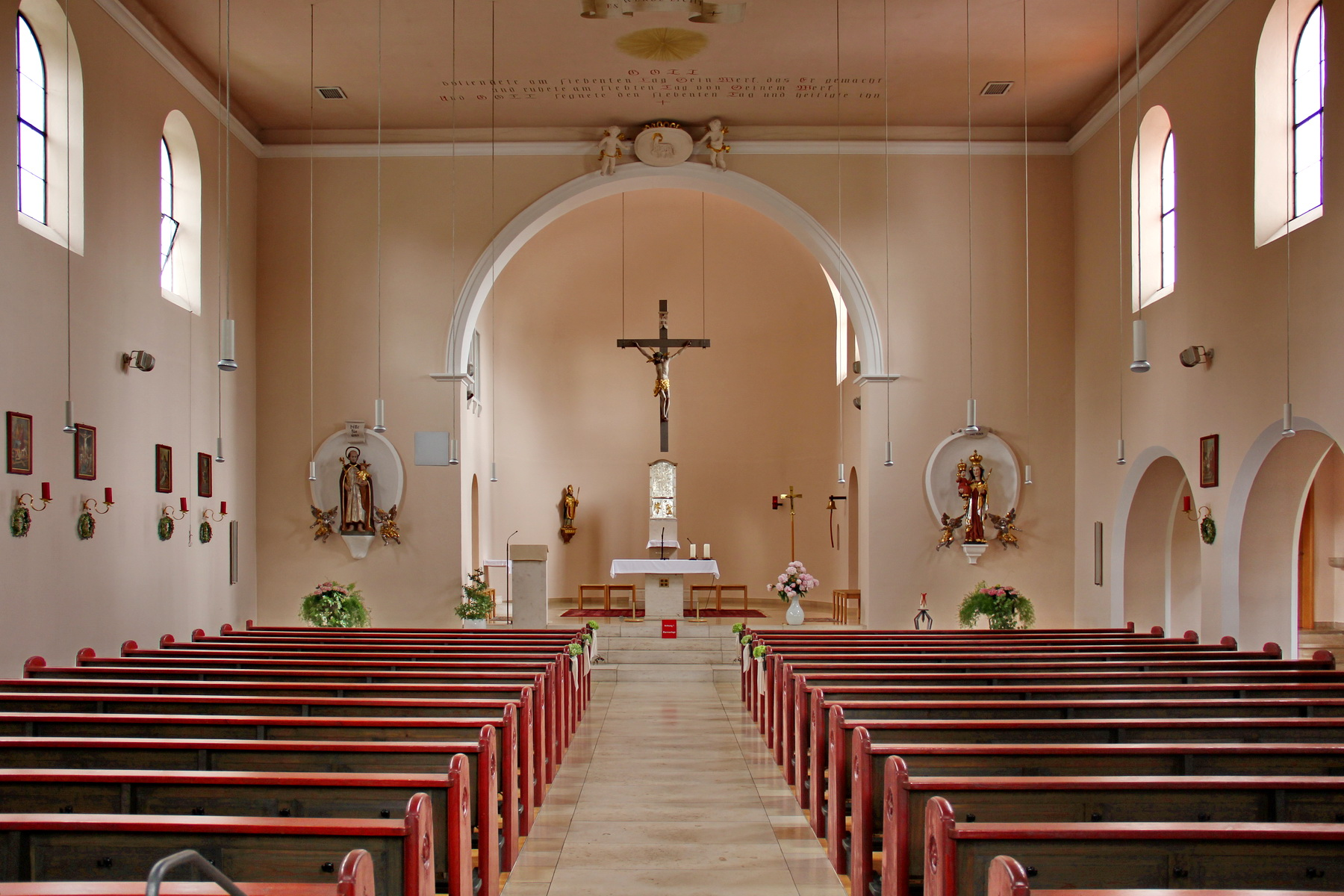
Innenansicht

Die römisch-katholische Filialkirche und vormalige Pfarrkirche St. Willibald steht in Oberhaunstadt, einem Stadtbezirk der oberbayerischen Kreisstadt Ingolstadt. Das Bauwerk ist in der Liste der Baudenkmäler in Ingolstadt unter der Nummer: D-1-61-000-581eingetragen. Die Pfarrei gehört zum Dekanat Ingolstadt im Bistum Eichstätt.

## Beschreibung
St. Willibald in Oberhaunstadt ist eine 1950/51 nach einem Entwurf von Friedrich Ferdinand Haindl unter Einbeziehung von Teilen des ursprünglich romanischen, im 14. Jahrhundert gotisch veränderten und 1860 erweiterten Vorgängerbaus neu gebaute Saalkirche. Sie besteht aus dem Langhaus, dem eingezogenen Chor mit halbrunder Apsis im Norden und dem ehemaligen Chorturm an der Ostwand des Langhauses. Sein Obergeschoss enthält den Glockenstuhl mit zwei Glocken. Diese Glocken mit den Schlagtönen a′ und f″ wurden 1532 bzw. 1554 gegossen. Zwischen den Staffelgiebeln mit den Zifferblättern der Turmuhr befindet sich ein Satteldach. 
Die Orgel wurde 1991 von Johannes Karl, Aichstetten gebaut.
Zum 1. Januar 2024 wurde die Pfarrei St. Willibald aufgelöst und das Gebiet St. Peter angegliedert.